# Veselianka
Veselianka (też Veselovianka, Veselovský potok) – duży, zasobny w wodę potok w Beskidach Orawskich na Słowacji, lewobrzeżny dopływ Białej Orawy. Długość 20,5 km, powierzchnia dorzecza 91,9 km². Cały tok w granicach powiatu Namiestów w historycznym regionie Orawa.
Źródła Veselianki znajdują się na wysokości ok. 1285 m n.p.m. na południowo-wschodnich stokach szczytowej kopuły Pilska. Spływa początkowo w kierunku wschodnim, a następnie generalnie w kierunku południowym, jednak z wyraźnym odchyleniem ku wschodowi. Po pierwszych niespełna 4 km opuszcza zwarty zrąb beskidzki i wpływa na teren pasa obniżeń śródgórskich (słow. Podbeskydská brázda). Tu przepływa przez dużą wieś Orawskie Wesele i przyjmuje (ok. 716 m n.p.m.) swój największy dopływ, prawobrzeżny Mútnik. Poniżej zabudowań Orawskiego Wesela jej dolina ponownie się zwęża i wieloma skrętami przebija przez pasmo wyższych wzniesień (słow. Podbeskydská vrchovina), po czym w miejscowości Jasienica Orawska, na wysokości ok. 605 m n.p.m., uchodzi do Białej Orawy.
Veselianka posiada szereg dopływów, jednak poza wspomnianym Mútnikiem ich długość nie przekracza 3–4 km.
Koryto w większości nieuregulowane. Dolina w górnym biegu całkowicie zalesiona. W środkowym biegu dolinę otaczają pola, łąki i pastwiska, a koryto potoku na wielu odcinkach obrasta pas zarośli nadrzecznych.
Doliną potoku od samych podnóży Pilska prowadzi droga jezdna, na krótkim odcinku gruntowa, od najwyższych zabudowań Orawskiego Wesela asfaltowa.